# Mundo de Cristal
Mundo De Cristal е вторият албум на Талия, продуциран от Алфредо Диаз Ордаз и издаден от Fonovisa в Мексико през 1991 година. Четири от композициите били записани още за първия албум – Thalia, но Талия и продуцента решили да ги включат в този. Става въпрос за Sudor, Jollie Madame, En la Intimidad и Me Mata.

## Песни
1. Cristal
2. Sudor
3. El Bombo De Tu Corazon
4. Te Necesito
5. Madrid
6. Fuego Cruzado
7. Jollie Madame
8. Mundo De cristal (с Alfredo Diaz Ordaz)
9. En La Intimidad
10. Me Matas
11. En Silencio
12. Blues Jam

## Сингли
- En La Intimidad (#10 MEX)

- Sudor (#8 MEX)

- Te Necesito

- Madrid

- Fuego Cruzado (#10 MEX)